# Alda Grimaldi
Alda Grimaldi, detta Dada (Sampierdarena, 6 ottobre 1919 – Torino, 28 dicembre 2023), è stata un'attrice e regista televisiva italiana attiva dagli anni quaranta agli anni sessanta.

## Biografia
Nata il 6 ottobre 1919 a Sampierdarena, comune autonomo fino al 1926 per diventare quartiere di Genova. Dopo una breve carriera come attrice, alla Fert di Torino, negli anni quaranta, vinse nel 1955 un concorso in Rai, allora agli albori, per un posto nella sede di Torino, e una borsa di studio per frequentare il corso di regia al Centro Sperimentale di Cinematografia di Roma dove ebbe, fra gli altri, come compagni di corso i registi Giuseppe De Santis e Michelangelo Antonioni e l'attrice Carla Del Poggio, moglie di Alberto Lattuada.
Fu tra le prime donne a lavorare come regista televisiva nell'ente televisivo di stato agli inizi delle trasmissioni regolari. Diresse, fra le altre cose, un episodio del programma didattico-teatrale del 1958 Il teatro dei ragazzi, destinato al pubblico giovanile che seguiva la TV dei ragazzi. Lavorò spesso con il collega Vittorio Brignole.
In carriera si occupò anche di doppiaggio.
Per l'attività divulgativa svolta come regista della Rai le venne assegnato nel 1957 il premio Saint-Vincent per il giornalismo.
Alda Grimaldi è morta a Torino il 28 dicembre 2023, all'età di 104 anni.

## Vita privata
Sposata con il medico torinese Giovanni Rubino (morto nel 1997), fu molto amica dello scrittore e poeta Cesare Pavese e dell'attore Raf Vallone.

## Varietà televisivi
- Settenote, varietà con Virgilio Riento, Guglielmo Inglese, con le orchestre di Carlo Savina e Francesco Ferrari (Programma Nazionale, 8 puntate dal 23 gennaio all'8 giugno 1954)
- Voci nella sera, con Sandra Mondaini (Programma Nazionale, 1954)
- Refrain, con Tina De Mola (Programma Nazionale, 1958)
- Colazione allo Studio 7, con Delia Scala (seconda serie) ed Ave Ninchi (terza serie) (Programma Nazionale, 1972 e 1973)
- Il gioco dei mestieri, con Luciano Rispoli (Programma Nazionale, 1973)
- A tavola alle sette, con Ave Ninchi (Secondo Programma, 1974)
- Sim Salabim (seconda serie), con Silvan (Programma Nazionale, 1974)
- Naturalmente, con Giorgio Vecchietti (Programma Nazionale, 1974)
- Cani, gatti & C., con Nicoletta Orsomando (Secondo Programma, 1976)
- Piante, fiori, eccetera eccetera, con Nicoletta Orsomando (Programma Nazionale, 1976)

## Filmografia

### Attrice
- Maddalena... zero in condotta (1940) – non accreditata
- La principessa del sogno, regia di Roberto Savarese, Maria Teresa Ricci (1942)
- Vivere ancora (1944)
- La signora è servita (1945)

### Regia televisiva
- Gli eroi di carta - Dalla Terra alla Luna (1954)[4]
- Il teatro dei ragazzi (1958)
- Corri, Jimmy, corri..., con Sandro Pistolini – sceneggiato televisivo (1958)
- Manettoni e Pippo Fantasma, con Gino Bramieri – sceneggiato televisivo (1960)
- Giovanna, la nonna del Corsaro Nero (1961)
- Scaramacai e l'isola beata di Pinuccia Nava, con lo Scaramacai – sceneggiato televisivo (1963)
- Telecruciverba, con Enza Soldi e Pippo Baudo – gioco a premi per ragazzi (1964)
- Le avventure della squadra di stoppa – sceneggiato televisivo (1964)
- I giorni della speranza – sceneggiato televisivo (1967)
- Hanno ucciso il miliardario di Achille Saitta – prosa (13 agosto 1968)
- Il Leone di San Marco, con Armando Francioli – sceneggiato televisivo (1969)
- Gioacchino Rossini – sceneggiato televisivo (1969)